# Angelina Valentine
Angelina Valentine (Kentucky, 19 de septiembre de 1986) es una actriz pornográfica estadounidense. Se inició en el cine porno en 2007 a los 21 años de edad, desde entonces ha participado en más de un centenar de películas.
En agosto de 2008 estaba representada por LA Direct Models.

## Premios
| Ceremonia   | Año  | Resultado | Categoría                             | Trabajo                     |
| ----------- | ---- | --------- | ------------------------------------- | --------------------------- |
| AVN Award   | 2008 | Nominada  | Mejor Escena de Sexo en Grupo, Video. | Oil Overload.               |
| AVN Award   | 2009 | Nominada  | Mejor Estrella Joven Nueva.           | Mejor Estrella Joven Nueva. |
| AVN Award   | 2009 | Nominada  | Mejor Escena de Sexo por Tres Vías.   | Pretty as They Cum.         |
| Premio XRCO | 2009 | Ganadora  | Garganta Profunda.                    | —                           |
| Premio XRCO | 2014 | Nominada  | La Mejor Cola Rota por Mandingo.      | —                           |